# Johann Christoph von Herdegen

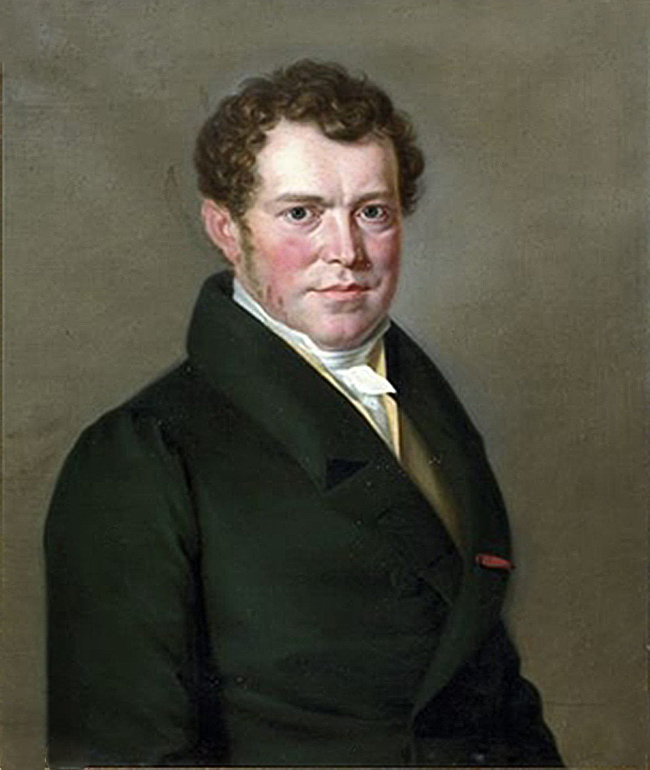
Johann Christoph von Herdegen. Ölgemälde von Gottlob Wilhelm Morff

Johann Christoph Herdegen, seit 10. Juni 1814 von Herdegen (* 20. März 1787 in Lauffen am Neckar; † 16. März 1861 in Stuttgart) war ein Beamter, Politiker und Finanzminister des Königreichs Württemberg.

## Werdegang
Christoph Herdegen war der Sohn des Rotgerbers Johann Christoph Herdegen (* 1752; † 1807) in Lauffen. Seine Mutter hieß Dorothea Katharine geb. Bezner und war die Tochter eines Chirurgen aus Walheim. Herdegen wuchs als der Älteste neben vier jüngeren Geschwistern auf. Er besuchte die Lateinschule in Lauffen und begann 1801 eine Lehre beim dortigen Amts- und Gemeindeschreiber. Noch während seiner Lehrzeit wurde er in die mit Gehalt verbundene Tätigkeit eines Mittelsubskribenten aufgenommen. Von 1805 bis 1807 arbeitete er als Substitut in Großsachsenheim. 1806 bestand er die Prüfung zum Substitut und 1807 diejenige zum Oberamtsaktuar und Stadtschreiber. Von 1807 bis 1810 folgte eine Anstellung als Oberamtsaktuar in Bietigheim. Wegen der häufigen Abwesenheit des Oberamtmanns konnte sich Herdegen als dessen Stellvertreter profilieren. 1810 erfolgte seine Ernennung zum Sekretär der Militärkonskriptionskommission im Kriegsdepartement, wo er die nächsten fünf Jahre seinen Dienst versah. 1812 bis 1813 diente er als Generalkriegskommissär des königlich-württembergischen Ergänzungskorps, welches im August 1812 in den Russlandfeldzug nachgeschickt wurde. Von 1813 bis 1814 nahm er als Oberkriegskommissär an den Befreiungskriegen teil und beendete seinen Militäreinsatz von 1814 bis 1815 als Generalkriegskommissär. Vom 15. Februar bis zum 7. März 1815 übte er noch die Funktion eines Rechnungsrats bei der Militärrechnungskammer aus, ehe er dann von 1815 bis 1817 Oberfinanzrat bei der Krondomänensektion und der Generalsalzadministration war. Am 18. November 1817 erfolgte seine Ernennung zum Referenten der neu errichteten Staatskontrolle.

## Politik
Seit 1820 beobachtete Herdegen als Begleiter des Finanzministers Weckherlin die Sitzungen der württembergischen Kammer der Abgeordneten. Als vortragender Rat im Departement der Finanzen und seit 1821 als außerordentliches Mitglied des Geheimen Rats gewann er während der nächsten zehn Jahre einen tiefen Einblick in die Leitung der Staatsgeschäfte. Am 23. September 1832 erfolgte seine Ernennung zum Chef des Departements der Finanzen und zum ordentlichen Mitglied des Geheimen Rats mit dem Titel Wirklicher Staatsrat. Dies entsprach nach heutigem Verständnis der Funktion eines Finanzministers, wenngleich erst am 26. September 1839 seine Beförderung zum Wirklichen Minister erfolgte.
Bei der Übernahme seines Amtes an der Spitze des Finanzministeriums 1832 waren die württembergischen Staatsfinanzen bereits in einer guten Verfassung. Die Rechnungsergebnisse während der vergangenen Friedensjahre hatten zu Überschüssen geführt. Infolge der französischen Julirevolution von 1830 wurde es jedoch politisch unruhig und auch in Württemberg erhielt die liberale Bewegung starken Auftrieb, so dass Herdegen als Vertreter der Regierung in seinen Anfangsjahren auf unzählige kritische Fragen der Opposition im Landtag Rede und Antwort stehen musste. Bereits am 16. Januar 1833 legte Herdegen dem 6. ordentlichen Landtag seinen ersten Staatshaushaltsgesetzesentwurf vor, zu dem die Führer der Opposition Friedrich Römer, Paul Pfizer, Ludwig Uhland und Albert Schott jedoch nicht eindeutig Stellung bezogen, so dass der Landtag bereits am 22. März 1833, dem Gründungstag des Deutschen Zollvereins, aufgelöst wurde und als Vergeblicher Landtag in die Geschichte einging. Der 7. ordentliche Landtag erörterte nun seit dem 20. Mai 1833 in 116 lebhaften Sitzungen den neuen Haushalt, der endlich am 9. Dezember 1833 verabschiedet werden konnte und für die kommenden drei Jahre Steuererleichterungen für die Bürger vorsah. Der nächste Dreijahreshaushalt wurde 1836 nach fast sechsmonatigen Verhandlungen im Landtag beschlossen und führte wieder zu Steuererleichterungen. Sein dritter Staatshaushalt, den Herdegen 1839 dem Landtag vorstellte, führte zu einem historischen Tiefstand der württembergischen Steuerlast. Auch in der Steuerperiode von 1842 bis 1845 konnte Herdegen seinen finanzpolitischen Kurs fortsetzen und trug mit seiner Steuerentlastung zum Aufschwung der württembergischen Wirtschaft bei. Um Geld zu sparen, verschlankte Herdegen zum Beispiel auch die Staatsverwaltung. Aus den ursprünglich 79 Kameralämtern machte er 65, die er gebietsmäßig den Oberamtsbezirken anglich.
Trotz der ständigen Steuersenkungen während seiner zwölf Jahre als Finanzminister blieb der Haushalt ausgeglichen. Dennoch umging der württembergische Staat notwendige Investitionen nicht. Dazu gehörten etwa die Ausgaben, die sich durch die weitere Bauernbefreiung ergaben. Herdegen legte am 16. Januar 1833 dem Landtag vier Ablösungsgesetze vor, von denen jedoch wegen des Widerstands der Standesherren lediglich drei am 30. Januar 1836 zur Beratung geführt werden konnten. Die drei Ablösungsgesetze wurden endlich im Oktober 1836 verabschiedet und kosteten den württembergischen Steuerzahler rund 2,5 Millionen Gulden an Entschädigungskapital. Herdegen war während seiner Amtszeit bestrebt, die zum Teil noch bestehenden staatlichen Abgabeverpflichtungen in Naturalien (Früchte und Wein) durch rein monetäre Lasten zu ersetzen und die dadurch frei werdenden Zehntscheuern und Keltern an die Gemeinden abzutreten.
Zu den staatlichen Investitionen während Herdegens Amtszeit gehörten die 1839 erfolgte Übernahme der Gewehrfabrik in Oberndorf sowie Ausgaben für die Württembergische Armee, darunter die Errichtung der 1842 vollendeten Rotebühlkaserne, die Errichtung einer neuen Reitkaserne (auf dem Gelände des heutigen Stuttgarter Hauptbahnhofs; deshalb 1920 abgerissen) sowie eines Lazaretts in Stuttgart, daneben neue Kasernen- und Lazarettbauten in Ulm. Im zivilen Bereich erfolgte die Errichtung neuer Gebäude für die Stuttgarter Kunstschule und die Staatsgalerie, der Bau der Neuen Aula sowie der Bau einer Anatomie an der Universität Tübingen, der Ausbau des Kurbetriebs in Wildbad sowie die Verbesserung der Verkehrsinfrastruktur. In den Ausbau der Landstraßen flossen pro dreijähriger Finanzperiode circa 400.000 Gulden, daneben wurden neue Brücken errichtet und die Neckarschifffahrt sowie weitere Flussläufe und Kanäle ausgebaut. In der Frage des Eisenbahnbaus erwies sich Herdegen als sehr zögerlich. Er hielt zunächst eine Eisenbahn für das Agrarland Württemberg für gänzlich entbehrlich und scheute zudem die hohen Kosten einer etwaigen staatlichen Eisenbahn. Für diese Haltung versuchte er auch den für den Eisenbahnbau zuständigen Innenminister Johannes von Schlayer zu gewinnen, der jedoch unter dem Einfluss seines Jugend- und Studienfreundes Friedrich List allmählich seine Meinung zugunsten der Staatseisenbahn änderte. Für die lange Verzögerung des Eisenbahnbaus in Württemberg im Vergleich zu anderen deutschen Staaten ist Herdegen als einer der Hauptverantwortlichen anzusehen, da er die damit verbundene immense staatliche Schuldenpolitik ablehnte. Die anderen deutschen Staaten hatten immerhin auch zunächst auf Privateisenbahnen gesetzt, jedoch war angesichts der schwierigen Topografie Württembergs eine privatwirtschaftlich finanzierte Eisenbahn aussichtslos. Am 5. August 1844 ließ sich Herdegen auf eigenen Wunsch in den Ruhestand versetzen.
In den zwölf Jahren seiner ersten Amtszeit als Finanzminister konnte Herdegen die württembergische Staatsschuld auf den tiefsten Stand ihrer Geschichte drücken, auf rund 21 Millionen Gulden (umgerechnet 36 Millionen Mark, Stand 30. Juni 1844). Seither stiegen die Schulden hauptsächlich bedingt durch den Betrieb der Staatseisenbahnen bis 1918 auf über 700 Millionen Mark.
Nach den Ereignissen der Revolution von 1848 wurde 1849 das Oktoberministerium gebildet, dem Herdegen erneut als Finanzminister angehörte. Diese zweite Amtszeit war aber keine offizielle Rückkehr in den aktiven Dienst, da Herdegen auf reguläre Ministerbezüge verzichtete und stattdessen weiterhin seine Pension ausbezahlt bekam. Mit der Auflösung der Zweiten Verfassungberatenden Landesversammlung am 2. Juli 1850 trat auch das Oktoberministerium zurück. Seit dem 15. Juli 1850 leitete Herdegen als Amtsvorstand bis zu seinem Tode 1861 das Statistisch Topografische Bureau.

## Privatleben
Herdegen war evangelisch und heiratete im Jahre 1815 Katharine Rosine Nellmann († 1863), die Tochter eines Baumeisters aus Lauffen. Aus der Ehe gingen sechs Kinder hervor, darunter der Finanzrat Robert Herdegen und der Forstrat Hermann Herdegen.

## Ehrungen
- Am 10. September 1814 wurde Herdegen der Zivilverdienstorden verliehen, womit der persönliche württembergische Adel verbunden war,
- 1820 erhielt er das Ritterkreuz des Ordens der Württembergischen Krone,[3]
- Am 30. Oktober 1841 wurde ihm die Ehrendoktorwürde der Staatswirtschaftlichen Fakultät an der Universität Tübingen verliehen,
- 1834 erhielt er das Kommenturkreuz des Ordens der Württembergischen Krone[4]
- 1835 erhielt er das Großkreuz des Zähringer Löwen-Ordens,[5]
- 1837 dann das Ritterkreuz des Friedrichs-Ordens,[6] das durch Änderung der Verleihungsstatuten 1856 zum Großkreuz erklärt wurde.